# Декалог 4
«Декало́г 4» (пол. Dekalog, cztery) — четвёртый телефильм из десятисерийного цикла «Декалог», снятого польским кинорежиссёром Кшиштофом Кесьлёвским. Фильм вышел на экраны 25 мая 1990 года.
Фильм связан с пятой из десяти заповедей — «Почитай отца твоего и мать твою».

## Сюжет
Анка, девушка двадцати с небольшим лет, живёт со своим отцом Михалом, который воспитывает её один: мать Анки умерла вскоре после родов. Несколько раз Анка видела среди вещей Михала конверт с надписью «Вскрыть после моей смерти». Во время очередного отъезда Михала по работе Анка снова натыкается на конверт, затем берёт его и на берегу реки достаёт конверт и ножницы, колеблясь, открыть его или нет. Вскрыв конверт, она находит в нём другой конверт, который также адресован ей, но уже от имени её матери.
Когда Михал возвращается, Анка встречает его в аэропорту и на память произносит текст письма, написанного ей её матерью: та пишет, что она обращается к теперь уже взрослой дочери, чтобы сказать что-то важное, а именно то, что Михал — не настоящий отец Анки. Михал даёт пощёчину дочери и уходит. Позже дома отец и дочь ведут долгие разговоры о том, что произошло. Михал признаётся, что он не знал о содержании письма, но догадывался о том, что Анка не его дочь. Он хотел показать ей это письмо уже давно, но не решался, поэтому стал оставлять его там, где Анка всё чаще смогла бы сама натыкаться на него. На старом фото Михал показывает мать Анки с двумя другими мужчинами, говоря, что один из них мог быть её отцом. Анка же признаётся Михалу в том, что всегда любила его как мужчину, и когда она начала встречаться с парнями, то чувствовала себя, как будто она изменяет кому-то, и вот теперь она поняла, что это из-за любви к Михалу. Анка начинает раздеваться перед Михалом, но Михал не отвечает на её чувства взаимностью, что приводит её в отчаяние.
Утром Анка просыпается и видит, что Михала нет: он уходит вдаль от дома. Она выбегает на улицу и кричит, чтобы он не уходил и что она обманула его: она подделала почерк матери и написала текст письма от себя. Михал говорит, что он всего лишь вышел за молоком. Вернувшись домой, отец и дочь сжигают настоящее письмо матери Анки, не желая знать правду. На обгоревшем уголке письма видно, что оно начинается словами: «Дорогая доченька, я хочу сообщить тебе что-то важное. Михал не…»

## В ролях
- Адрианна Беджиньская — Анка
- Януш Гайос — Михал
- Артур Барцись — байдарочник
- Адам Ханушкевич — профессор в театральной академии
- Александер Бардини — врач (эпизод в лифте)

## Критика
Критики отмечали отвагу, с которой Кесьлёвский и Песевич раскрывают табуированную тему инцеста, благодаря чему «Декалог 4» стал одним из «самых противоречивых фильмов» цикла. При этом в истории «нет простых ответов»: прочла ли Анка письмо? что на самом деле написала мама девушки? как произошедшее изменит отношения между Анкой и Михалом? — все эти вопросы остаются открытыми.
Славой Жижек в книге «Киногид извращенца» пишет о том, что в фильме «представлен ироничный поворот» библейской заповеди: «почитание отца» дочерью «принимает форму жгучего кровосмесительного желания». Он также отмечает, что «Декалог 4» следует толковать как «средний термин» в триаде «Декалог 2», «Декалог 4» и «Декалог 9», все серии которой вращаются вокруг проблемы допустимости лжи для сохранения мира и спасения человека от греха. В «Декалоге 4» «отец и дочь вместе сжигают письмо матери, таким образом утверждая неведение как основу своих отношений, — это не ложь, а согласованный уход от правды»: «во имя поддержания в повседневной жизни хрупкого и деликатного либидинального баланса письмо НЕ должно достичь адресата».